# 王安 (十国)
王安（869年—941年），五代十国庐州庐江县人。
王安年轻时事奉杨行密麾下。杨行密临战，登高丘望敌，王安捧唾壶侍侧。当时左右都注目向前看，忽然敌军有武士持矛，来袭击杨行密，没有人挡着他。王安把壶放在地上，引弓相射，一发而中，然后把弓放好，再捧壶站好，脸色不变。杨行密大喜，抚其背说：“你如此器度，它日必得富贵。”积功至袁州刺史。南唐取代杨吴，王安为百胜军节度使。虔州与岭南相连，南汉使者往来，节度使应当接待。王安的名字与南汉国主的祖父刘安仁名讳冲突，南唐烈祖给他改名名王会。昇元五年（941年）去世，时年七十三岁。